# Nœud du vrai amoureux
Le terme nœud du vrai amoureux, également appelé nœud du vrai amour, est utilisé pour de nombreux nœuds distincts. L'association des nœuds avec le symbolisme de l' amour, de l'amitié et de l' affection remonte à l' antiquité. Pour cette raison, aucun nœud ne peut être déterminé comme étant le véritable « nœud du vrai amour ». 

## Appellation

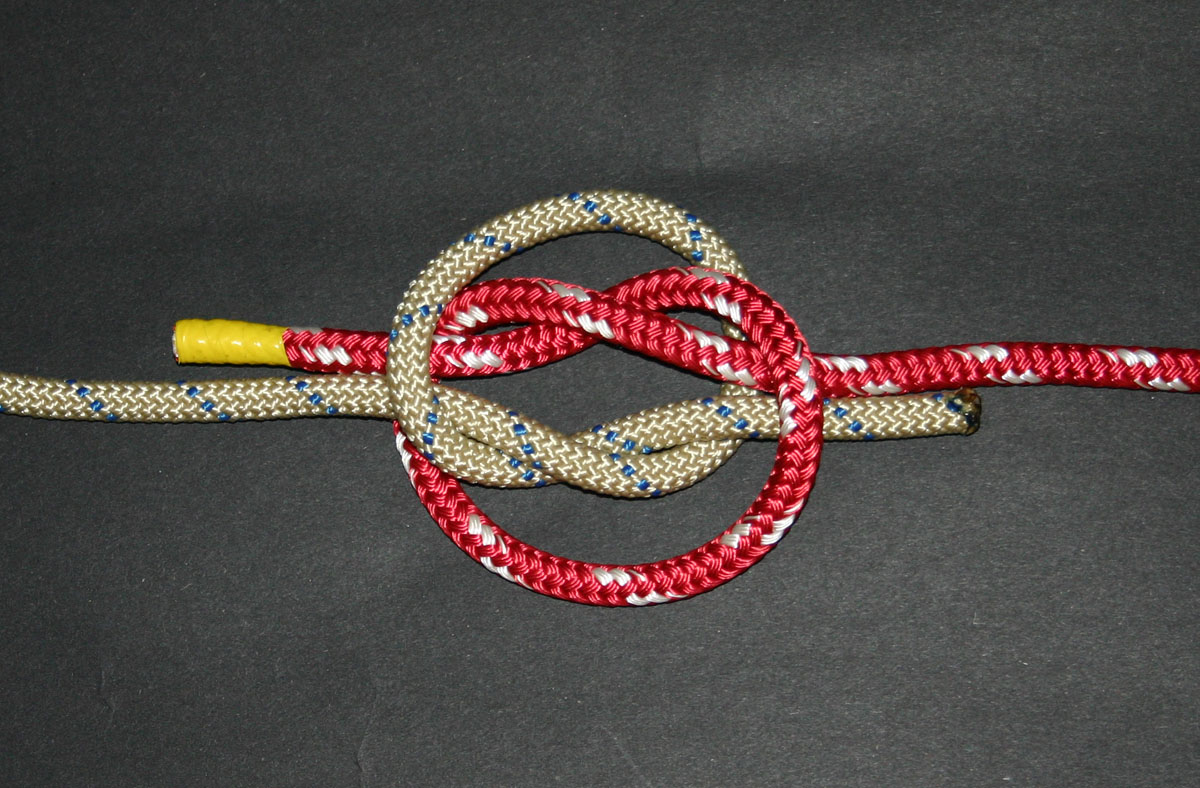
Nœud du vrai amoureux (# 2421) non serré. Les nœuds plats entrelacés sont facilement visibles.

La littérature occidentale moderne sur les nœuds porte le nom de ces nœuds apparentés issus d'histoires ou de légendes dans lesquelles les nœuds symbolisent la connexion entre un couple amoureux.  
De nombreux exemples présentent des marins séparés de leur bien-aimé. Ashley note qu'il était autrefois courant lors des mariages des marins, où le fil d'or était travaillé d'incorporer le nœud du vrai amoureux de telle sorte que l'anneau résultant comprendrait deux tores : chacun flexible pour se déplacer l'un autour de l'autre et néanmoins inséparable. 

## Variations
En termes pratiques, ces nœuds sont généralement représentés comme étant constitués de deux nœuds croisés entrecroisés réalisés en deux cordes ou cordons parallèles. Les variations sont différenciées par la manière dont les nœuds plats s'entrelacent et par la disposition finale du nœud. Pour prédire si l'amour d'un jeune couple allait durer, chacun d'entre eux prenait une petite branche d'arbre et faisait un nœud d'amoureux[réf. souhaitée]. Si le nœud tenait et grandissait pendant environ un an, leur amour resterait vrai.

## Utilisation dans culture

### Littérature
- A Love Knot, une courte histoire sur les hindous bengalis avec un nœud d'amour orfèvre[1].
- Un love-knotte est également mentionné dans le prologue des Contes de Canterbury.
- Dans The Highwayman poème d'Alfred Noyes, Bess « tresse un nœud d'amour rouge foncé dans ses longs cheveux noirs ».

- Liste des nœuds de pliage
- Liste des nœuds

### Musique
- La chanson traditionnelle Barbara Allen